# Boucherie Pinson
Pour les articles homonymes, voir Boucherie (homonymie).
La boucherie Pinson est une ancienne boucherie située à Chartres, en France,.

## Localisation
Le commerce est situé dans le département français d'Eure-et-Loir, sur la commune de Chartres, au numéro 4 de la rue du Soleil-d'Or (sur laquelle donne la devanture) et au numéro 2 de la rue Henri-Garnier.

## Description
La devanture est constituée d'un soubassement, d'une vitrine et d'un entablement.
Le soubassement est en marbre rouge. La vitrine est divisée par des petits-fers et couronnée par une imposte à rinceaux ajourés en fonte séparés des glaces de la vitrine par une traverse ornée de crocs de boucher. L'entablement est constitué d'un panneau de bois portant le texte « 4 boucherie 4 » et couronné d'un lambrequin en fonte saillant qui protège le store déroulant manœuvré par un système à engrenages. En couronnement de la devanture se trouve un phylactère portant le nom « R. Pinson ».
Les extrémités latérales sont occupées par des caissons en tôle, dans lesquels sont repliés les contrevents brisés en feuilles. Ces caissons sont divisés en panneaux qui reprennent la division verticale de la vitrine, avec un panneau d'appui, une cimaise, un panneau de hauteur et un panneau de couronnement qui évoque un chapiteau au niveau de l'imposte. Ce dernier panneau est orné en son centre d'un croc de boucher. La porte est située au milieu de la devanture, elle interrompt le soubassement.
L'ensemble de la devanture est dans un camaïeu de rouges : sang-de-bœuf et cardinal, couleur traditionnelle du métier de boucherie.

## Historique
La boucherie s'installe à son emplacement en 1892. La devanture est due à un certain Maréchal.
Le commerce en totalité avec sa devanture est inscrit au titre des monuments historiques le 4 octobre 2006.